# Ramón Maradiaga
Ramón Enrique Maradiaga Chávez (30 d'octubre de 1954 a Amapala) és un exfutbolista hondureny.
Conegut amb el malnom de Primitivo Maradiaga, jugà de centrecampista a clubs com el Motagua, el CD Águila o el CD Olimpia. També fou internacional amb la selecció d'Hondures, amb la qual disputà la Copa del Món de 1982.
Posteriorment ha estat entrenador. Fou seleccionador de l'equip d'Hondures. També ha entrenat als clubs CD Motagua, CD Victoria i Real España.